# Десятый Километр
Деся́тый Киломе́тр (также 10-й километр) — хутор в Апшеронском районе Краснодарского края России. Входит в состав Черниговского сельского поселения.

## География

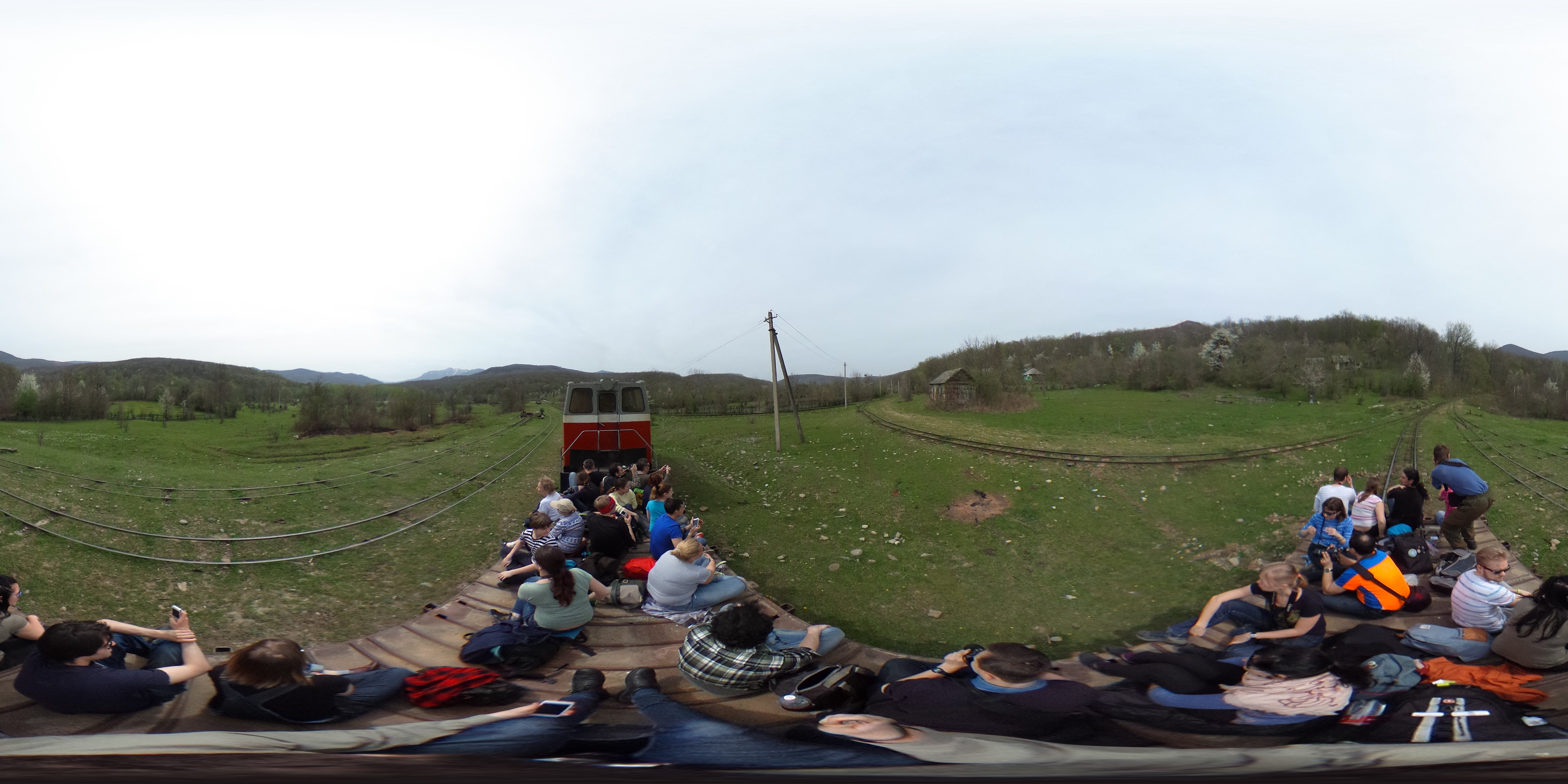
Вид с железной дороги

Хутор расположен у впадения реки Маратуки в Пшеху, в 14 км к юго-западу от центра сельского поселения — Черниговское и в 28 км к югу от города Апшеронск.
Через хутор проходит линия Апшеронской узкоколейной железной дороги Черниговская — Шпалорез (п. Отдалённый). Именно благодаря ей населённый пункт и получил своё название, так как он находится в десяти километрах от крупной станции УЖД Черниговская (с. Черниговское). Здесь же располагается станция «40 километр» (отсчёт от города Апшеронск). От станции отходит тупиковая ветка на хутор Кушинка.

## Население
| 2002 | 2010 |
| ---- | ---- |
| 37   | ↘25  |

## Улицы
В хуторе всего одна улица — Железнодорожная.